# Dedošová dolina (Velká Fatra)
Dedošová dolina je údolí na území pohoří Velká Fatra na Slovensku.
Spolu s údolím potoka Selenec (údolím Selenec) vytváří Gaderskou dolinu. Protéká jí Gaderský potok. Údolí prochází okolo přírodní rezervace Biela skala a národní přírodní rezervace Tlstá. Z údolí vybíhají menší boční údolí Vrátná dolina, Drobkova dolina, Velké Studienky a Malé Studienky či Rovné Veterné a Dolné Veterné. se ve spodní části zařezává do vápencových hornin, horní část je tvořena slínovci, což podmiňuje rovnější reliéf než v její spodní části. Nad údolím se zvedají vrchy Skalná, Smrekov, Nad Uhliskami, Biela skala a Ostredok. 

## Fauna a flora
Z chráněných druhů tu žijí šelmy medvěd hnědý, rys ostrovid a vlk dravý, dravci orel skalní, sokol stěhovaný, kulíšek nejmenší, sova obecná, sýc rousný, výr skalní a puštík bělavý, z hmyzu tesařík alpský či kozlíček hvozdík, ze sudokopytníků zde žije jelen lesní, srnec obecný a prase divoké. V l. 1956-1960 zde byli vypuštěni kamzíci dovezení z okolí České Kamenice a z Jeseníků. Zdržují se na skalnatých místech a v zóně nesouvislého lesa. V údolí se nacházejí téměř všechny chráněné druhy rostlin a živočichů, které rostou a žijí na celém území Velké Fatry. Jedná se o cca 3000 druhů bezobratlých, 110 druhů ptáků a 60 druhů savců.

## Přístup
- Po  turistické značce č. 8648 z obce Blatnica
- Po  turistické značce č. 8648 z vrcholu Kráľova skala
- Po  turistické značce č. 5640 z vrcholu Ostredok přes Sedlo za Štrochmi